# Greg Dulcich
Gregory Paul „Greg“ Dulcich (geboren am 26. März 2000 in Glendale, Kalifornien) ist ein US-amerikanischer American-Football-Spieler auf der Position des Tight Ends, der bei den New York Giants in der National Football League (NFL) unter Vertrag steht. Er spielte College Football für die University of California, Los Angeles und wurde im NFL Draft 2022 in der dritten Runde von den Denver Broncos ausgewählt.

## College
Dulcich wuchs in der Greater Los Angeles Area in Kalifornien auf und besuchte dort die Saint Francis High School in La Cañada Flintridge, wo er für das Highschoolfootballteam spielte. Da er keine Angebote von großen College-Football-Programmen erhielt, entschied Dulcich sich dazu, als Walk-on auf die University of California, Los Angeles (UCLA) zu gehen, um College Football für die UCLA Bruins zu spielen. In der Saison 2018 kam er in drei Spielen als Wide Receiver und in den Special Teams zum Einsatz, in der Spielzeit 2019 gelangen ihm als Ersatzspieler auf der Tight-End-Position acht Passfänge für 105 Yards sowie sein erster Touchdown für die Bruins. Im Frühling 2020 erhielt er zu seinem 20. Geburtstag ein Sportstipendium, daraufhin nahm er in seiner dritten Saison am College eine größere Rolle ein. Im ersten Spiel der wegen der COVID-19-Pandemie verkürzten Saison 2020 gegen die Colorado Buffaloes machte Dulcich mit vier gefangenen Pässen für 126 Yards direkt auf sich aufmerksam. Insgesamt fing er 26 Pässe für 517 Yards und erzielte mit fünf Touchdowns die meisten in seinem Team. Noch erfolgreicher verlief für Dulcich die Saison 2021, in der er in das All-Star-Team der Pacific-12 Conference (Pac-12) gewählt wurde und einer von acht Halbfinalisten bei der Wahl zum John Mackey Award, der Auszeichnung für den besten Tight End der College-Football-Saison, war. Er kam 2021 auf 42 gefangene Pässe, mit denen er 725 Yards Raumgewinn und fünf Touchdowns erzielte. Dulcich bestritt in vier Jahren 33 Partien für die UCLA Bruins und verpasste dabei kein Spiel verletzungsbedingt.

## NFL
Dulcich wurde im NFL Draft 2022 in der dritten Runde an 80. Stelle von den Denver Broncos ausgewählt. Wegen einer Oberschenkelverletzung verpasste er große Teile der Saisonvorbereitung und wurde zu Saisonbeginn auf die Injured Reserve List gesetzt. Sein NFL-Debüt gab Dulcich daher erst am 6. Spieltag im Monday Night Game gegen die Los Angeles Chargers. Bei der 16:19-Auswärtsniederlage in seiner Heimatregion gelang ihm mit einem Catch für 39 Yards sein erster Touchdown in der NFL, insgesamt verzeichnete er zwei gefangene Pässe für 44 Yards. Wegen einer Oberschenkelverletzung wurde er zwei Spieltage vor Saisonende erneut auf die Injured Reserve List gesetzt. Dulcich beendete die Saison mit 33 Catches für 411 Yards und zwei Touchdowns. In der Saison 2023 fing Dulcich verletzungsbedingt nur drei Pässe für 25 Yards in zwei Spielen. In der Spielzeit 2024 fing er fünf Pässe für 28 Yards und wurde anschließend acht Wochen lang nicht mehr in den aktiven Kader für den Spieltag berufen, bis er am 25. November 2024 entlassen wurde.
Nachdem Dulcich von den Denver Broncos entlassen worden war, verpflichteten ihn die New York Giants am 26. November 2024 über die Waiver-Liste.

## NFL-Statistiken
| 2022                               | Denver Broncos  | 10 | 6  | 33 | 411 | 12,5 | 39 | 2 | 0 | 0 |
| 2023                               | Denver Broncos  | 2  | 1  | 3  | 25  | 8,3  | 13 | 0 | 0 | 0 |
| 2024                               | Denver Broncos  | 4  | 3  | 5  | 28  | 5,6  | 9  | 0 | 0 | 0 |
| 2024                               | New York Giants | 5  | 0  | 0  | 0   | –    | 0  | 0 | 0 | 0 |
| Total                              | Total           | 21 | 10 | 41 | 464 | 11,3 | 39 | 2 | 0 | 0 |
| Quelle: pro-football-reference.com |                 |    |    |    |     |      |    |   |   |   |